# Burgundiai-ház
A Burgundiai-ház (vagy Burgundi-ház) kifejezés két királyi dinasztiát is jelöl. Az egyik dinasztiából, amely az Ivreai-Burgundiai ház nevet is viseli, Kasztília és León, valamint – az oldalágak révén –, Kasztílián és Leónon kívül, Aragónia,  Valencia,  Szicília és Nápoly királyai és királynői,  Barcelona grófjai kerültek ki. A másik dinasztiából pedig, amelyet viszont csak Burgundiai-ház néven neveznek, szintén oldalágakkal együtt, Portugália királyai és királynői származtak.

## A két Burgundia
A két, különböző Burgundiai-házból származó első királyok trónra kerülésekor két Burgundia is létezett: A Burgundiai Grófság és a Burgundiai Hercegség.

### A Burgundiai Grófság
A Burgundiai Grófság (később Palotagrófság, illetve Burgund Szabadgrófság, francia elnevezése szerint Franche-Comté), a Szent Római Birodalomtól, azaz, a Német-Római Császárságtól függő területi egység volt, Dole székhellyel, mielőtt a XVII. század második felében véglegesen a  Francia Királyság része lett, amelyhez – ténylegesen – már egyes, korábbi időszakokban is kapcsolódott.
A grófság első uralkodói dinasztiája az Ivreai-ház, amelynek a tagjai 1184-ig uralkodtak a grófságban. E dinasztiából származó első grófnak, Ottó-Vilmosnak (? -1026) az apja, Adalbert (?-971), társuralkodóként Itália királya, és – II. Adalbert néven – Ivrea őrgrófja volt; innen kapta a grófi dinasztia a nevét. Adalbert egyébként anyai ágon a Karoling–házbeli frank uralkodónak, I. (Nagy) Károly (742–814) császárnak a leszármazottja volt.
I. (Nagy) Vilmos (?-1087) gróf fia (és Ottó-Vilmos gróf dédunokája), Burgundiai Rajmund (?-1107) gróf (II. Kallixtusz római pápa testvére), Kasztíliába ment, hogy a mórok ellen harcolhasson. Feleségül vette a Navarrai-házból származó Urraca (1080?1082?-1126) kasztíliai és leóni királynőt, VI. Vitéz Alfonz király leányát; a király Rajmundot Galícia grófjává tette. Rajmund gróf és Urraca királynő fia, VII. Császár Alfonz lett az első, Ivreai-Burgundiai házból származó kasztíliai és leóni király.
Az Ivreai-ház oldalágának, a Chalon-i háznak a tagjai 1248-tól 1330-ig uralkodtak a grófságban.

### A Burgundiai Hercegség
A Burgundiai Hercegség, Dijon székhellyel, a Francia Királyság része, a burgundiai herceg pedig a francia király hűbérese volt.
A hercegséget 1031-től 1361-ig a francia királyokat adó Capeting-ház oldalága, az első, avagy idősebb hercegi ház uralta; ebből a házból I. Róbert (1011-1076) volt az első burgundiai herceg; II. Róbert (972-1031) francia király fia.  A herceg elsőszülött fia, Henrik, még az apja életében (1070 körül) meghalt. Henrik legkisebbik fia Henrik gróf (1069-1112) volt. Henrik testvére, I. Eudes („Odo”) hercegnek (1058 körül-1102) Burgundiai Rajmund gróf volt a sógora. Henrik gróf, Rajmund gróffal együtt, Kasztíliába ment, hogy ő is a mórok ellen harcolhasson. Feleségül vette Kasztíliai Teréziát (1080-1130), VI. Alfonz kasztíliai és leóni király házasságon kívül született leányát (Urraca királynő féltestvérét), a király pedig Henriket Portugália grófjává tette. Henrik gróf és Terézia fia, Alfonz gróf lett Portugália első királya.

## Kasztília és León, Aragónia, Valencia, Szicília és Nápoly királyai és királynői, Barcelona grófjai az Ivreai-Burgundiai házból és a ház oldalágaiból

### Kasztília és León királyai és királynője az Ivreai-Burgundiai házból
- VII. Császár Alfonz (1105-1157), Burgundiai Rajmund és Urraca fia, uralkodott: 1126-tól 1157-ig (Kasztília és León),
- III. Óhajtott Sancho (1134-1158), az előzőnek a fia, uralkodott: 1157-től 1158-ig (csak Kasztíliában),
- II. Ferdinánd (1137-1188), az előzőnek az öccse, uralkodott: 1157-től 1188-ig (csak Leónban),
- VIII. Nemes Alfonz (1155-1214), III. Sancho fia, uralkodott: 1157-től 1214-ig (csak Kasztíliában),
- IX. Alfonz (1171-1230), II. Ferdinánd fia, uralkodott: 1188-tól 1230-ig (csak Leónban),
- I. Ifjú Henrik (1204-1217) (balesetben meghalt), VIII. Alfonz fia, uralkodott: 1214-től 1217-ig (csak Kasztíliában),
- Berengária (1180-1246), az előzőnek a nővére, uralkodott: 1217-ben (csak Kasztíliában),
- III. Szent Ferdinánd (1201?-1252), IX. Alfonz és Berengária fia, uralkodott: 1217-től 1252-ig Kasztíliában, 1230-tól 1252-ig Leónban,
- X. Bölcs Alfonz (1221-1284), az előzőnek a fia, uralkodott: 1252-től 1284-ig (Kasztília és León),
- IV. Merész Sancho (1258-1295), az előzőnek a fia, uralkodott:1284-től 1295-ig (Kasztília és León),
- IV. Ferdinánd (1285-1312), az előzőnek a fia, uralkodott 1295-től 1312-ig (Kasztília és León),
- XI. Bosszúálló Alfonz (1311-1350), az előzőnek a fia, uralkodott: 1312-től 1350-ig (Kasztília és León),
- I. Kegyetlen Péter (1334-1369), az előzőnek a fia, uralkodott: 1350-től 1369-ig (Kasztília és León).[2]

### Kasztília és León királyai és királynői aTrastámara-házból
- II. Trastámarai Henrik (1334-1379), Henrik, Trastámara grófja, XI. Alfonz házasságon kívül született fia, uralkodott: 1369-től 1379-ig (Kasztília és León), vele a Trastámara-ház, az Ivreai-Burgundiai ház oldalága került Kasztília és León trónjára,
- I. János (1358-1390) (lovasbalesetben halt meg), az előzőnek a fia, uralkodott: 1379-től 1390-ig (Kasztília és León),
- III. Szenvedő Henrik (1379-1406), az előzőnek a fia, uralkodott: 1390-től 1406-ig (Kasztília és León),
- II. János (1405-1454), az előzőnek a fia, uralkodott: 1406-tól 1454-ig (Kasztília és León),
- IV. Nemzésképtelen Henrik (1425-1474), az előzőnek a fia, uralkodott: 1454-től 1474-ig (Kasztília és León)
- Johanna "La Beltraneja" (1462-1530), Kasztília jog szerinti királynője, IV. Henrik lánya
- I. Katolikus Izabella (1451-1504), II. János leánya, IV. Henrik féltestvér húga, uralkodott: 1474-től 1504-ig (Kasztília és León),
- I. Johanna (1479-1555), II. Ferdinánd (1452-1516) aragóniai király (Trastámara-ház aragóniai ága; V. Ferdinánd néven kasztíliai és leóni király, 1474-től 1504-ig) és felesége, I. Izabella kasztíliai és leóni királynő leánya, „Őrült Johanna”, uralkodott (csak névlegesen): 1504-től 1516-ig (Kasztília és León), továbbá (szintén csak névlegesen) 1516-tól 1555-ig (mint Spanyolország királynője,[3] illetve egyidejűleg I. Johanna néven mint Szicília királynője, és III. Johanna néven mint Nápoly királynője).

### Aragónia, Valencia, Szicília és Nápoly királyai, Barcelona grófjai aTrastámara-házból
- I. Antequerai Ferdinánd (1380-1416), I. János kasztíliai és leóni király fia (III. Henrik kasztíliai és leóni király öccse), uralkodott: 1412-től 1416-ig (Aragónia, Valencia és Barcelona; egyidejűleg I. Ferdinánd néven Szicília királya),
- V. Nagylelkű Alfonz (1394-1458), az előzőnek a fia, uralkodott: 1416-tól 1458-ig (Aragónia, Valencia (III. Alfonz néven), Barcelona (IV. Alfonz néven); egyidejűleg I. Alfonz néven Szicília királya), továbbá – 1442-től 1458-ig – I. Alfonz néven Nápoly királya,
- II. Öreg János (1398-1479), az előzőnek az öccse, uralkodott 1458-tól 1479-ig (Aragónia, Valencia, Barcelona); 1458-tól 1479-ig I. János néven Szicília királya, továbbá – 1425-től 1479-ig – II. János néven Navarra királya,
- II. Katolikus Ferdinánd (1452-1516), az előzőnek a fia, uralkodott: 1479-től 1516-ig (Aragónia, Valencia, Barcelona); 1474-től 1504-ig V. Ferdinánd néven Kasztília és León királya (1506-tól 1516-ig ezek régense), 1479-től 1516-ig II. Ferdinánd néven Szicília királya, 1503-tól 1516-ig III. Ferdinánd néven Nápoly királya.

### Nápoly királyai az Aragóniai-házból
- I. Ferdinánd (1423-1494), uralkodott: 1458-tól 1494-ig, V. Alfonz aragóniai – I. Alfonz nápolyi – király házasságon kívül született, de törvényesített fia. A vele kezdődött dinasztiát, amely az Aragóniában uralkodó Trastámara-ház oldalága – az eredetére utalva – Aragóniai-háznak nevezik,
- II. Alfonz (1448-1495), az előzőnek a fia, uralkodott: 1494-től 1495-ig,
- II. Ferdinánd (1469-1496), az előzőnek a fia, uralkodott: 1495-től 1496-ig,
- I. (IV.) Frigyes (1452-1504), I. Ferdinánd fia (II. Alfonz öccse és II. Ferdinánd nagybátyja), uralkodott: 1496-tól 1501-ig.[4]

## Portugália királyai és királynői a Burgundiai-házból és a ház oldalágaiból

### Portugália királyai és királynője a Burgundiai-házból
- I. Hódító Alfonz (1109-1185), Burgundiai Henrik és Kasztíliai Terézia (Teréz) fia, uralkodott: 1112-től 1139-ig, mint Portugália grófja, 1139-től 1185-ig, mint Portugália – első – királya,
- I. Népesítő Sancho (1154-1211), az előzőnek a fia, uralkodott: 1185-től 1211-ig,
- II. Vastag Alfonz (1185-1223), az előzőnek a fia, uralkodott: 1211-től 1223-ig,
- II. Kegyes Sancho (1207-1248), az előzőnek a fia, uralkodott: 1223-tól 1247-ig,
- III. Bolognai Alfonz (1210-1279), az előzőnek az öccse, uralkodott: 1247-től 1279-ig,
- I. Földművelő Dénes (1261-1325), az előzőnek a fia, uralkodott: 1279-től 1325-ig,
- IV. Merész Alfonz (1291-1357), az előzőnek a fia, uralkodott: 1325-től 1357-ig,
- I. Igazságosztó Péter (1320-1367), az előzőnek a fia, uralkodott: 1357-től 1367-ig,
- I. Szép Ferdinánd (1345-1383), az előzőnek a fia, uralkodott: 1367-től 1383-ig,
- I. Beatrix (1372-1409), az előzőnek a leánya, uralkodott: 1383-tól 1385-ig.

### Portugália királyai azAvis-házból
- I. Jó János (1357-1433), I. Péter király házasságon kívül született fia, az Avis (avagy Aviz) Lovagrend Nagymestere, uralkodott: 1385-től 1433-ig, vele az Avis-ház, a Burgundiai-ház oldalága került Portugália trónjára,
- I. Ékesszóló Eduárd (1391-1438), az előzőnek a fia, uralkodott: 1433-tól 1438-ig,
- V. Afrikai Alfonz (1432-1481), az előzőnek a fia, uralkodott: 1438-tól 1481-ig,
- II. Tökéletes János (1455-1495), az előzőnek a fia, uralkodott: 1481-től 1495-ig,
- I. Szerencsés Mánuel (1469-1521), I. Eduárd királynak az unokája, Ferdinándnak (1433-1470), Viseu hercegének a fia, uralkodott: 1495-től 1521-ig,
- III. Kegyes János (1502-1557), az előzőnek a fia, uralkodott: 1521-től 1557-ig,
- I. Óhajtott Sebestyén (1554-1578) (csatában elesett), III. János királynak az unokája, János infánsnak (1537-1554) a fia, uralkodott: 1557-től 1578-ig,
- I. Kardinális Henrik (1512-1580), I. Mánuel király fia, uralkodott: 1578-tól 1580-ig.[5]

### Portugália királyai és királynői a Bragança-házból
- IV. Helyreállító János (1604-1656), II. János, Bragança hercege; I. János király házasságon kívül született fia, I. Alfonz (1377-1461), Bragança hercege hatodik – egyenes ágú és férfiágú – leszármazottjának, II. Teodóznak (1568-1630), Bragança hercegének a fia; uralkodott: 1640-től 1656-ig; vele a Bragança-ház, az Avis-ház oldalága került Portugália trónjára,
- VI. Győztes Alfonz (1643-1683), az előzőnek a fia, uralkodott: 1656-tól 1657-ig,
- II. Csendes Péter (1648-1706), az előzőnek az öccse, uralkodott: 1667-től 1683-ig régensként, 1683-tól 1706-ig királyként,
- V. Nagylelkű János (1689-1750), az előzőnek a fia, uralkodott: 1706-tól 1750-ig,
- Újító József (1714-1777), az előzőnek a fia, uralkodott: 1750-től 1777-ig,
- III. Péter (1717-1786), az előzőnek az öccse, uralkodott: 1777-től 1786-ig,
- I. Siránkozó Mária (1734-1816), I. Józsefnek a leánya, feleségül ment III. Péterhez, uralkodott: 1777-től 1816-ig,
- VI. Irgalmas János (1767-1826), III. Péter király és I. Mária királynő fia, uralkodott: 1792-től 1816-ig régensként, 1816-tól 1826-ig királyként,
- IV. Katona Péter (1798-1834), az előzőnek a fia, uralkodott: 1826-ban; 1822-től 1831-ig I. Péter néven Brazília császára,
- II. Dicsőséges Mária (1819-1853), az előzőnek a leánya, uralkodott: 1826-tól 1828-ig, és 1834-től 1853-ig,
- I. Bitorló Mihály (1802-1866), IV. Péternek az öccse, uralkodott: 1828-tól 1834-ig.